# Étienne Gailly
Étienne Gailly (Beringen, 26 novembre 1922 – Genval, 21 ottobre 1971) è stato un maratoneta belga, vincitore della medaglia di bronzo ai Giochi olimpici di Londra 1948.

## Biografia
Alle Olimpiadi di Londra 1948, esattamente 40 anni dopo Londra 1908, il pubblico di Wembley rivisse il dramma di Dorando Pietri. 
A 800 metri dal traguardo, oramai allo stremo delle forze, Gailly aveva ancora 50 metri di vantaggio sull’argentino Delfo Cabrera e 100 metri sul gallese Tom Richards. Ma quello che entrò per primo nella stadio di Wembley, era oramai soltanto un ectoplasma di atleta. Cabrera lo superò dopo soli 50 metri, Richards a 250 metri dal traguardo. Barcollando paurosamente anche Gailly arrivò, quaranta secondi dopo il vincitore. Poi crollò al suolo e fu ricoverato in ospedale senza avere neppure il conforto di salire sul podio per ricevere la medaglia di bronzo .
Dopo l'olimpiade londinese, Gailly combatté con le forze ONU la Guerra di Corea ove perse un piede. Morì giovane, non ancora quarantanovenne.

## Palmarès
| Anno | Manifestazione  | Sede   | Evento   | Risultato | Prestazione | Note |
| ---- | --------------- | ------ | -------- | --------- | ----------- | ---- |
| 1948 | Giochi olimpici | Londra | Maratona | Bronzo    | 2h35'33"    |      |